# Колодня (Брянская область)
Колодня — деревня в Жирятинском районе Брянской области, в составе Воробейнского сельского поселения. 
 Расположена в 7 км к юго-востоку от села Воробейня. Население — 373 человека (2010).
Имеется отделение почтовой связи, сельский Дом культуры, библиотека.

## История
Упоминается с начала XVIII века в составе 1-й Почепской сотни Стародубского полка. С 1761 — владение Разумовских. До Великой Отечественной войны преобладало украинское население.
С 1782 до 1918 в Мглинском повете, уезде (с 1861 — в составе Воробейнской волости); в 1918—1929 гг. — в Почепском уезде (Воробейнская, с 1924 Балыкская волость).
С 1929 года — в Жирятинском районе, а при его временном расформировании (1932—1939, 1957—1985 гг.) — в Почепском районе. С 1930-х гг. до 2005 года входила в Горицкий сельсовет (с 1980-х гг. — его центр).